# عقد 370
عقد 370 هو عقد امتد بين 1 يناير 370 و31 ديسمبر 379 بحسب التقويم الميلادي. سبقه عقد 360 ولحقه عقد 380.

## أحداث
- معركة أدريانوبل (378)

## مواليد
- كلاب بن مرة (373)
- فالنتينيان الثاني (371)
- غوانغايتو ملك غوغوريو (374)
- إينوسنت الأول (378)
- الإمبراطور إنغيو (376)
- أتولف (374)
- آركاديوس (377)
- كيرلس الأول (376)
- ألاريك الأول (376)
- أوطاخي (378)

## وفيات
- فالنتينيان الأول (375)
- إرماناريك (376)
- زينو الفيروني (371)
- أثناسيوس الأول (373)
- غنتشوغو ملك بايكتشي (375)
- باسيليوس قيصرية (379)
- أفرام السرياني (373)
- فالنس (378)
- سابور الثاني (379)
- هيلاريوس (372)

## كتب
- Yves Denis Papin (1998). Chronologie de l'histoire ancienne. Lieu de publication non identifié: Éditions Jean-paul Gisserot. ISBN:2-87747-346-5. OCLC:40746926. مؤرشف من الأصل في 2022-03-16.
- موسوعة حضارة العالم (2002) لأحمد محمد عوف.

## روابط خارجية
- تصفح سنة بسنة عقد 370 على موقع onthisday.com
- تصفح سنة بسنة عقد 370 ابتداءً من سنة عقد 370 على موقع المكتبة الوطنية الفرنسية